# Mirta Edith Larcher
Mirta Edith Larcher (Coronda,  13 de julio de 1953 - Coronda, 27 de marzo de 2018) fue una poeta y artista plástica argentina.

## Biografía
Poeta y narradora, dibujante y acuarelista. Es fundadora, cofundadora e integrante de talleres literarios en Coronda, desde 1978. Organizadora y partícipe de Encuentros de Escritores, a nivel Nacional, para niños, jóvenes y adultos. Redactora y comentarista, analista de Obras Plásticas y Literarias. Creadora y directora de videos culturales del medio y la provincia de Santa Fe; recordando a múltiples profesionales e Instituciones locales. 
Publicó en Antologías Nacionales, gacetas, periódicos, revistas, apuntes y otros medios de difusión Cultural; fundó el Taller Plástico "AZULEAS" y lo dirigió durante diez años.

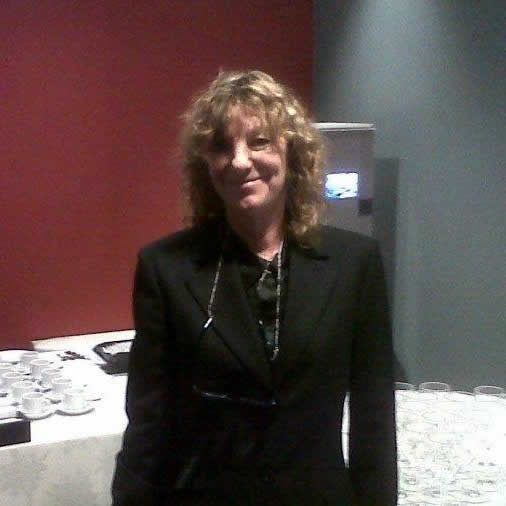

Expositora de Poemas Ilustrados. Su trayectoria en Artes Visuales, ha continuado hasta el presente, siendo su obra expuesta y reconocida en distintas salas del País. Jurado en Certámenes Literarios y Plásticos.
Se desempeñó en la Secretaria de Redacción del Periódico Local "CAMINOS" de la ciudad de Coronda.
Ha publicado en Antologías Nacionales, gacetas, periódicos, revistas, apuntes y otros medios de difusión cultural. 
En 1995, su primera obra poética individual: LLAVES PARA MI AUSENCIA, ha sido presentada en Biblioteca Popular Cnel. José Rodríguez, de Coronda, en la Feria del Libro de la ciudad de Santa Fe y Buenos Aires. Casada con Alberto Julio Molver. 
Ha dictado cursos, de técnicas mixtas y diseño. Ha brindado recitados líricos, charlas, conferencias. Expositora de Poemas Ilustrados y múltiples muestras Plásticas en diferentes lugares de la Provincia de Santa Fe y el País. Su quehacer en Artes Visuales persiste hasta el presente, dónde ha indagado en Arte Digital. Se desempeñó como Jurado en Certámenes, tanto en Literatura como en Plástica. Colaboradora permanente de Instituciones con sus aportes de ilustraciones en Portadas, interiores, Arte de tapa en CD musicales y Poéticos.
Ejerció la presidencia de la Sociedad Argentina de Escritores S.A.D.E. Seccional Coronda, desde 2008 hasta junio de 2010, recibiendo por el accionar de esta, el "Reconocimiento de Interés Municipal", otorgado por el Honorable Concejo Municipal de Coronda en 2009.

## Obras
- Mirta Edith Larcher (1995). Llaves PARA MI AUSENCIA. Imp. Lux.
- Mirta Edith Larcher (2004). En la caja de los vientos. Imp. E. María.
- Mirta Edith Larcher (2005). Los ángeles de Venus. Imp. E. María.
- Mirta Edith Larcher (2006). Duérmete Tristeza. Imp. E. María.
- Mirta Edith Larcher (2009). Violetas para mi luz nacida. Imp. A. J. Duranda.
- Mirta Edith Larcher (2010). Desde la persuasiva vivides de cada sueño. Imp. E. María.
- Mirta Edith Larcher (2010). Perduraciones. Imp. E. María.
- Mirta Edith Larcher (2015). Ojos de Asombro. Imp. E. María.
- Mirta Edith Larcher (2017). Hombrecito Sol. Imp. E. María.